# 新疆锦鸡儿
新疆锦鸡儿（学名：Caragana turkestanica）为豆科锦鸡儿属下的一个种。

## 扩展阅读
- 維基物種上的相關：新疆锦鸡儿